# Divlji u srcu (1990.)
Divlji u srcu (eng. Wild at Heart) je američki film iz 1990. godine kojeg je napisao i režirao David Lynch, a koji je temeljen na romanu Wild at Heart: The Story of Sailor and Lula iz 1989. godine autora Barryja Gifforda. Radnja knjige i filma vrti se oko Sailora Ripleyja (Nicolas Cage) i Lule Pace Fortune (Laura Dern), mladog para iz Cape Feara (država Sjeverna Karolina) koji bježe od njezine dominantne majke (Diane Ladd). Zbog majčinog spletkarenja, u potragu za njima ubrzo se uključuje i mafija.
Iako je u početku Lynch želio samo producirati film, nakon što je pročitao Giffordov roman odlučio ga je samostalno adaptirati i režirati. Nije mu se svidio kraj knjige pa ga je odlučio promijeniti kako bi ostao vjerodostojan njegovoj viziji glavnih likova. Divlji u srcu je film ceste koji uključuje nekoliko aluzija na Čarobnjaka iz Oza te Elvisa Presleyja i njegove filmove.
Prve testne projekcije filma nisu prošle dobro; Lynch je procijenio da je osamdesetak ljudi izašlo iz dvorane nakon prve projekcije, a 100-tinjak nakon druge. Film je primio miješane i negativne kritike i ostvario tek skroman box-office rezultat u SAD-u zaradivši sveukupno 14 milijuna dolara (procijenjeni budžet iznosio je 10 milijuna dolara). Na filmskom festivalu u Cannesu 1990. godine film je osvojio Zlatnu palmu, a ocjene publike varirale su od izrazito negativnih do pozitivnih. Glumica Diane Ladd za film je nominirana u kategoriji sporedne glumice za prestižne filmske nagrade Zlatni globus i Oscar.

## Radnja
Ljubavnici Lula (Dern) i Sailor (Cage) bivaju razdvojeni nakon što on završi u zatvoru zbog ubojstva iz samoobrane muškarca koji ga je napao nožem; napadača je unajmila Lulina majka, Marietta Fortune (Ladd). Nakon što Sailor izađe iz zatvora, Lula ga dočekuje i daje mu njegovu jaknu od zmijske kože. Odlaze u hotel u kojoj je ona rezervirala sobu, vode ljubav, a nakon toga odlaze na koncert speed metal sastava Powermad. U klubu se Sailor sukobi s muškarcem koji je prišao Luli što inspirira sastav da zasviraju pjesmu Elvisa Presleyja "Love Me". Kasnije, natrag u sobi, nakon ponovnog vođenja ljubavi, Sailor i Lula napokon odluče pobjeći u Kaliforniju čime krše njegovu uvjetnu kaznu. Lulina majka unajmljuje privatnog detektiva Johnnieja Farraguta (Harry Dean Stanton) - inače njezinog sadašnjeg/bivšeg dečka - kako bi ih pronašao i vratio natrag. Međutim, iako Johnnie to ne zna, Marietta je također unajmila i gangstera Marcellesa Santosa (J. E. Freeman) kako bi ih pronašao i ubio Sailora.
Nesvjesni svih događaja koji se odvijaju u Sjevernoj Karolini, dvoje ljubavnika nalaze se na svom vlastitom putu sve dok - prema Lulinom mišljenju - svjedoče lošem pretkazanju: posljedici prometne nesreće nakon koje jedina preživjela, mlada djevojka (Sherilyn Fenn), umre pred njihovim očima. Uz malo novca koliko im je preostalo, Sailor se zaputi u gradić Big Luna (država Teksas) gdje stupi u kontakt sa "starom prijateljicom" Perditom Durango (Isabella Rossellini) koja bi im mogla pomoći, iako zna da je njegova glava ucijenjena od strane Luline majke. I dok Sailor pristane spetljati se s Bobbyjem Peruom (Willem Dafoe) kako bi opljačkali trgovinu hranom, Lula ga čeka u hotelskoj sobi, bolesna i u nadi da dolaze bolja vremena. Uskoro u sobu ulazi Bobby i pokuša ju silovati, ali se u zadnji trenutak samo nasmije i ode.
Sama pljačka ode u potpuno krivom smjeru kad Peru potpuno nepotrebno ubije dvoje zaposlenika, a dok napuštaju trgovinu Sailor shvati da cijelo vrijeme drži pištolj bez metaka. Bobby tada priznaje Sailoru da je unamljen da ga ubije, ali baš u trenutku kad to želi učiniti pojavljuju se zamjenici šerifa i počnu pucati po njemu; u cijeloj strci Peru si slučajno raznese vlastitu glavu sačmaricom. Sailor biva uhićen i optužen na pet godina zatvora.
Dok je Sailor u zatvoru, Lula rađa njihovo dijete, njezina majka "nestaje", a nakon njegovog puštanja ona ga ponovno odluči pokupiti, ovaj put s njihovim sinom. Čim se nađu, on im kaže da ih oboje napušta, jer je u zatvoru odlučio da nije dostojan ni jednoga od njih dvoje. Nedugo nakon što ih napusti Sailor naleti na skupinu koju čine većinom azijati koji ga okružuju. Iako pomisli da će ga njegovo razmetanje hrabrošću spasiti, oni ga ubrzo nokautiraju. Dok je u nesvjesti, Sailor vidi otkrivenje u formi Glinde, dobre Vještice (Sheryl Lee) koja mu kaže: "Ne okreći leđa ljubavi, Sailore". Kada se probudi ispričava se ljudima i govori im da sada shvaća puno stvari; zatim vikne Lulino ime i potrči. Kako vlada prometna gužva na cesti, on započne skakati po krovovima automobila kako bi se vratio Luli i njihovom djetetu, a film završava kada Sailor na haubi njihovog automobila Luli pjeva Presleyjevu pjesmu "Love Me Tender".

## Glumačka postava i likovi
- Nicolas Cage kao Sailor Ripley: glumac je svoj lik opisao kao "romantičnog kažnjenika s Juga".[4] U intervjuu je rekao da su ga "oduvijek privlačili takvi strastveni, gotovo razuzdani romantični likovi, a Sailor je toga imao više nego bilo koji drugi lik kojeg sam glumio".[4] Prije nego što je dobio ulogu u filmu sreo se s redateljem Lynchom nekoliko puta u Hollywoodu, u zalogajnici Muss & Frank Grill koju su obojica često posjećivali. Kada je Lynch pročitao Giffordov roman, odmah je želio da Cage glumi Sailora.[5]

- Laura Dern kao Lula Pace Fortune: Dern je glumila sporednu ulogu u Lynchovom prethodnom filmu Plavi baršun. Za Dern je ovo bila prva prilika "da zaigra ne samo vrlo seksualnu osobu, nego i nekoga tko se, prema njezinom mišljenju, nevjerojatno dobro osjeća u vlastitoj koži."[4] Nakon što je Lynch pročitao Giffordov roman, odmah je želio da upravo Dern glumi Lulu.[6]

- Diane Ladd kao Marietta Fortune: Lulina ohola majka koja zabranjuje vezu između Lule i Sailora prvenstveno stoga što njega ne može podnijeti. Glumice Ladd i Dern su majka i kćerka u stvarnom životu.[7]

### Sporedni glumci
- Harry Dean Stanton kao Johnnie Farragut: privatni detektiv i Mariettin dečko.
- J. E. Freeman kao Marcellus Santos: mafijaš i Mariettin drugi dečko.
- W. Morgan Sheppard kao Mr. Reindeer: misteriozni šef zločinaca u dosluhu sa Santosom.
- Willem Dafoe kao Bobby Peru: kriminalac unajmljen od G. Reindeera da ubije Sailora.
- Crispin Glover kao Cousin Dell: Lulina bolesna rođakinja koja stavlja žohare u Sailorovo donje rublje.
- Grace Zabriskie kao Juana Durango: kriminalac koji radi s G. Reindeerom.
- Isabella Rossellini kao Perdita Durango: kriminalka koja je nekad radila sa Sailorom, a sad joj je partner Bobby Peru.
- Sherilyn Fenn kao djevojka u prometnoj nesreći
- Sheryl Lee kao Dobra Vještica: pojavljuje se Sailoru u njegovoj viziji, govoreći mu da ne odustaje od ljubavi.
- David Patrick Kelly kao Dropshadow: ubojica koji ima istu vojničku tetovažu kao i Bobby Peru
- Pruitt Taylor Vince kao Buddy: građanin Big Lune u kaubojskom šeširu koji odsjeda u istom motelu u kojem se nalaze Sailor i Lula
- Jack Nance kao 00 Spool: ludi raketni znanstvenik kojeg Sailor i Lula upoznaju u motelu
- John Lurie kao Sparky: jedan od suradnika Bobbyja Perua
- Darrell Zwerling kao menadžer pjevača

## Produkcija
U ljeto 1989. godine Lynch je završio rad na pilot epizodi svoje uspješne televizijske serije Twin Peaks i pokušao spasiti svoja dva projekta - Ronnie Rocket i One Saliva Bubble - od kojih su se oba našla u ugovornim problemima zbog bankrota Dine De Laurentiisa kojeg su otkupili Carolco Pictures. Lynch je izjavio: "Imao sam puno problema s tim preprekama... Nije to bila Dinova krivica, ali nakon što mu je kompanija propala i mene je to povuklo." Nezavisna produkcijska kompanija Propaganda Films zatražila je od Lyncha da razvije noir scenarij temeljen na kriminalističkom romanu iz 40-tih godina prošlog stoljeća, dok je Monty Mongomery - Lynchov prijatelj i suradnički producent na Twin Peaksu - upitao autora Barryja Gifforda na čemu trenutno radi. Gifford je baš pisao manuskript Wild at Heart: The Story of Sailor and Lula, ali još uvijek je morao napisati dva poglavlja. Ipak, dao je Montgomeryju da pročita nezavršeni tekst dok je producent radio na pilot epizodi Twin Peaksa. Montgomery je to i učinio te nakon dva dana nazvao Gifforda i rekao da želi od knjige napraviti film. Dva dana poslije Montgomery je Lynchu dao Giffordovu knjigu dok je ovaj radio na montaži pilot epizode Twin Peaksa, pitajući ga da li želi raditi na filmskoj adaptaciji iste kao izvršni producent. Lynch se prisjeća da mu je rekao: "To je super Monty, ali što ako pročitam knjigu i zaljubim se u nju i poželim ju sam adaptirati?" Montgomery nije mislio da će se Lynchu knjiga svidjeti zbog toga što je mislio da "to nije njegova stvar". Lynchu se, međutim, knjiga svidjela i uskoro je nazvao Gifforda te ga pitao da li može po njoj snimiti film. Prisjeća se: "Bila je to baš prava stvar za to vrijeme. Knjiga i nasilje u Americi uronili su u moj um i mnoge različite stvari su se dogodile." Lyncha je privukla "moderna romansa u svijetu nasilja - film o pronalasku ljubavi u paklu" te također "određen strah zbog filma, kao i zbog stvari koje je sanjao. Tako da se film na neki način čini istinitim".
Lynch je dobio odobrenje od Propagande za zamjenu projekata; međutim, budući je početak produkcije bio zakazan već dva mjeseca nakon otkupa prava na knjigu, redatelj je bio prisiljen raditi ubrzanim tempom. Rekao je Cageu i Dern da pročitaju Giffordovu knjigu te je u samo tjedan dana napisao scenarij. Prema Lynchovom vlastitom priznanju, prva verzija scenarija je bila "depresivna i poprilično lišena sreće, pa ga nitko nije htio snimiti". Lynchu se kraj Giffordove knjige nije svidio - na kraju knjige Sailor i Lula zauvijek prekidaju svoju vezu. Za Lyncha "to zbilja nije izgledalo stvarno, uzimajući u obzir njihove osjećaje jedno prema drugome. Nije se činilo uopće realnim! Imalo je, doduše, svježine, ali ja je nisam mogao vidjeti." Upravo je u tom trenutku redateljeva ljubav prema klasiku Čarobnjak iz Oza počela imati utjecaj na scenarij pa je uključio referencu na "žutu cestu od cigle". Lynch se prisjeća: "Bio je to izuzetno grub svijet i postojalo je nešto u Sailoru kao buntovniku. Ali buntovnik sa snom iz Čarobnjaka iz Oza je nešto prekrasno." Samuel Goldwyn, Jr. je pročitao ranu verziju scenarija i također mu se nije svidio Giffordov kraj pa ga je Lynch promijenio. Međutim, redatelj je bio zabrinut da je ova promjena učinila film previše komercijalnim, "previše je komercijalno napraviti sretan završetak, ali da to nisam uradio ne bih ostao vjeran materijalu koji mi je pomogao da nešto njime kažem."
Lynch je u scenarij dodao nove likove, kao npr. G. Reindeera i Sherilyn Fenn kao žrtvu prometne nesreće. Tijekom probnih snimanja Lynch je s Cageom i Dern započeo pričati o Elvisu Presleyju i Marilyn Monroe. Nabavio je kopiju Elvisovih zlatnih hitova i nakon što ih je preslušao pozvao je Cagea i rekao mu da mora otpjevati dvije pjesme: "Love Me" i "Love Me Tender". Glumac je na to pristao i snimio ih u studiju te sinkronizirano otpjevao na setu. U jednom trenutku Cage je upitao Lyncha da li može nositi jaknu od zmijske kože u filmu pa je Lynch to ukomponirao u scenarij. Prije nego što je snimanje započelo, Dern je predložila da ona i Cage zajedno preko vikenda odu na izlet automobilom u Las Vegas kako bi se što bolje sprijateljili i lakše uživjeli u svoje likove. Dern se prisjeća: "Složili smo se da Sailor i Lula moraju biti jedna osoba, jedan lik, koji ćemo zajedno dijeliti. Ja sam seksualna, divlja, Marilyn, ženska fantazija; Nick je zmijska koža, Elvis, sirov, vatren, muška strana." Lynch je započeo snimati film 9. kolovoza 1989. godine u Los Angelesu (uključujući i dolinu San Fernando) i New Orleansu s relativno skromnim budžetom od 10 milijuna dolara. U originalu film sadržava puno eksplicitnije erotske scene između Sailora i Lule. U jednoj ona doživljava orgazam dok priča Sailoru san koji je imala o tome kako ju para divlja životinja. Još jedna izbačena scena bila je ona u kojoj se Lula spušta na Sailorovo lice govoreći: "Zagrizi Lulu".

## Teme
Prema Lynchu jedna od tema kojima se bavi film jest "pronalaženje ljubavi u paklu". Istaknuo je: "Za mene je to samo kompilacija ideja koje su mi dolazile. I one mračne i one vesele i one humoristične - sve rade zajedno. Pokušao sam biti što vjerniji tim idejama i pokušao sam ih staviti u film." Slična kao i u Lynchovom prethodnom filmu Plavi baršun, iznenadan idealni kraj savršene sreće je toliko uronjen u ironiju da se na koncu čini da Lynch predlaže onim gledateljima koji imaju potencijal za nasilje da pronađu istinsku sreću.

## Distribucija, kritike, nagrade

### Distribucija
Prve testne projekcije filma Divlji u srcu nisu prošle dobro, a najviše je kritizirano nepotrebno snažno nasilje. Tijekom prve testne projekcije osamdeset ljudi izašlo je s iste zbog vrlo intenzivne scene mučenja lika Johnnieja Farraguta. Lynch je odlučio ništa ne izbacivati iz filma pa je nakon druge testne projekcije stotinu ljudi izašlo tijekom iste scene. Lynch se prisjeća: "Do tada sam već znao da scena ubija film. Pa sam je zbog toga izmijenio kako bi ona ostala snažna, ali istovremeno ne i toliko mučna da natjera ljude da trče iz kino dvorana." Također nadodaje: "Ali to je upravo bilo ono o čemu je film Divlji u srcu govorio: da se u svijetu događaju zbilja lude, bolesne i uvrnute stvari."
Film je završen dan prije nego što je premijerno prikazan na filmskom festivalu u Cannesu 1990. godine u Grand Auditoriumu s 2400 sjedala. Nakon projekcije dobio je "ovacije" publike. Kada je predsjednik žirija Bernardo Bertolucci službeno objavio da je upravo Divlji u srcu osvojio Zlatni palmu na festivalu, zviždanje publike je skoro nadglasalo aplauz, a filmski kritičar Roger Ebert je bio jedan od najglasnijih zviždača filmu. Barry Gifford se prisjeća da je prevladavalo ozračenje u medijima koji su se nadali da Lynchov film neće uspjeti. "Sve vrste novinara pokušale su napraviti kontroverzu i natjerati me da kažem da film uopće nije kao knjiga ili da je Lynch uništio moju knjigu. Mislim da su svi od Time Magazinea do What's On In London bili razočarani kad sam rekao da je film fantastičan, odličan; poput velike mračne glazbene komedije". Američki audio vizualni centar rekao je Lynchu da verzija filma prikazana u Cannesu dobiva rejting X u Sjevernoj Americi osim u slučaju da ne prepravi film (tada u SAD-u još uvijek nije postojao rejting NC-17). Prema ugovoru, redatelj je morao napraviti verziju filma koja bi imala najjači rejting R. Napravio je tek jednu izmjenu u sceni u kojoj lik sam sebi puca u glavu sa sačmaricom. Dodao je dim kako bi ublažio krv i prekrio trenutak u kojem vidimo kako se glava odvaja od ostatka tijela. Verzije filma koje su puštene u međunarodnu distribuciju nisu mijenjane. DVD izdanje u Regiji 1 u distribuciji MGM-a sadržava kompletnu scenu kao posebni dodatak.

### Kritike
Film Divlji u srcu otvorio se u američkim kinima 17. kolovoza 1990. godine u limitiranoj kino distribuciji koja je uključivala 532 dvorane te u prvom vikendu zaradio 2.9 milijuna dolara. U širu kino distribuciju krenuo je 31. kolovoza (618 dvorana) te zaradio dodatnih 1.8 milijuna dolara. Film je u konačnici zaradio 14.5 milijuna dolara u SAD-u čime je bez problema pokrio svoj budžet procijenjen na 10 milijuna dolara.
Film ima 64% pozitivnih kritika na popularnoj internet stranici Rotten Tomatoes, te ocjenu 52/100 na stranici Metacritic. Nakon početka kino distribucije dobio je uglavnom pomiješane i negativne kritike. Roger Ebert je u svojoj kritici za Chicago Sun-Times napisao: "Da, on je dobar redatelj. Ako ikad odluči napraviti film o tome što se zbilja događa u njegovoj glavi, umjesto da se skriva iza studentskog humora i parodija, možda i shvati svoje rano obećanje koje je dao filmskom svijetu s Eraserheadom. Ali on voli box-office nagrade koje idu ruku pod ruku s njegovim pop satirama pa radi nečasne filmove poput ovog." USA Today dala je filmu jednu i pol zvjezdicu od četiri, istaknuvši: "Ovo je također čudan filmski pokušaj, ali se ovoga puta namjera čini isforsiranom". U svojoj kritici za Sight & Sound, Jonathan Rosenbaum je napisao: "Možda je najveći problem filma što, unatoč najboljim naporima glumaca Cage i Dern, Lyncha zanima samo ikonografija, a ne i likovi. Kada se gledaju samo scene zla, korupcije, poremećenosti, sirove strasti i osakaćivanja (baš tim redoslijedom), Divlji u srcu je pravi rog." Filmski kritičar Richard Combs za Time je napisao: "Film je nakupina nevinosti, zla pa čak i pravih prometnih nesreća bez pravog konteksta koji bi dao važnost žrtvama ili preživjelima." Za Cineaste magazin kritičar Christopher Sharrett ističe: "Lynchovi likovi su toliko animirani da bi ga mogli nazvati teoretičarom, a ne redateljem, s tim da on nije toliko izazovan... Nitko ne može biti siguran što Lynch voli, a što ne, a njegovim upečatljivim scenama često nedostaje suosjećanja kako bi ga prihvatili kao kroničara morbidnosti puput Fellinija." Međutim, Peter Travers za Rolling Stone magazin je napisao: "Počevši od razuzdanog samog početka i nastavivši u tom tonu, Lynch stvara blagi ljubav-u-bijegu roman, stvarajući lomaču od filma koji potvrđuje njegovu reputaciju kao najuzbudljivijeg i najinovativnijeg filmaša svoje generacije."

### Nagrade
Diane Ladd je bila nominirana u kategoriji najbolje sporedne glumice za prestižne filmske nagrade Oscar i Zlatni Globus, ali nije uspjela osvojiti niti jednu. Frederick Elmes je bio nominiran u kategoriji najbolje kamere, a Willem Dafoe u kategoriji najbolje sporedne muške uloge na Independent Spirit Awards. Elmes je osvojio nagradu u svojoj kategoriji. 1990. godine film je osvojio prestižnu Zlatnu palmu na filmskom festivalu u Cannesu te tako postao drugi od sveukupno tri filma za redom koji su na tom festivalu proglašeni najboljima (ostala dva su bila Seks, laži i videovrpce iz 1989. te Barton Fink iz 1991. godine).

## Vanjske poveznice
- Divlji u srcu u internetskoj bazi filmova IMDb-a
- Wild at Heart na Rotten Tomatoes
- Wild at Heart na Box Office Mojo